# Station Witley
Witley is een spoorwegstation van National Rail in Waverley in Engeland. Het station is eigendom van Network Rail en wordt beheerd door South Western Railway. 